# امایاپانالور
امایاپانالور (به انگلیسی: Ammaiyappanallor) یک منطقهٔ مسکونی در هند است که در تامیل نادو واقع شده‌است.

## خصوصیات
امایاپانالور ۸۴۲ نفر جمعیت دارد.